# HTC Salsa
HTC Salsa是一款由HTC製造，作業系統為Android 2.3的智慧型手機，與HTC ChaCha一樣擁有一個Facebook專用按鍵，該按鍵可讓使用者直接將訊息分享到自己的Facebook上，使用者只要輕輕一點即可分享。HTC日後發表的HTC 微客即直接將該機型的Facebook專用按鍵改為新浪微博鍵。

## 其它連結
- 官方网站